# René Heuvelmans
René Heuvelmans (Meerhout, província d'Anvers, 26 d'agost de 1939) va ser un ciclista belga, que fou professional entre 1963 i 1968.

## Palmarès
- 1963
  - 1r al Tour de Loir i Cher i vencedor d'una etapa